# Prionopelta humicola
Prionopelta humicola es una especie de hormiga del género Prionopelta, familia Formicidae. Fue descrita científicamente por Terron en 1974.
Se distribuye por Camerún, República Democrática del Congo, Gabón, Ruanda y Uganda. Se ha encontrado a elevaciones de hasta 1760 metros. Vive en microhábitats como la hojarasca y madera podrida.